# アガティアス
ミュリナのアガティアス（Agathias、ギリシャ語: Ἀγαθίας）、ないし、アガティアス・スコラスティコス（Agathias Scholasticus、Ἀγαθίας σχολαστικός、530年ころ、ないし、536年ころ - 582年ころ、ないし、594年）は、現在のトルコ領に位置する小アジア西部のアイオリスの都市ミュリナ出身とされる、古代ギリシアの詩人、東ローマ帝国皇帝ユスティニアヌス1世の統治下にあった552年から558年にかけての時期の歴史について記録を残した主要な歴史家。

## 経歴
アガティアスはミュリナに生まれた。父はメムノニオスといった。修辞学者であったとされる。母はおそらくペリクレイアであったと推定される。アガティアスの男きょうだいのひとりは、一次資料において言及されているが、その名は伝えられていない。女きょうだいのひとりはエウゲニアという名であったことが知られている。『スーダ辞典』によれば、アガティアスは東ローマ帝国皇帝ユスティニアヌス1世の統治下において活動し、パウロス・シレンティアリオス、マケドニオス・ウラティコス、トリボニアヌスらの同時代人であったとされる。
アガティアスは、大地震でベリュトス（ベイルート）が破壊された際に、法学生としてアレクサンドリアにいたと述べている。ベリュトスの法学校は、東ローマ帝国が設けていた３つの公式の法学校のひとつであった（533年当時）。その後、壊滅的な地震が起きたため、学生たちはシドンに移動させられた。551年当時、法学者であったアガティアスはまだ20代前半だった可能性もあり、そこから彼の生年も530年ころと考えられている。
アガティアスは、地震の直後に、アレクサンドリアからコンスタンティノープルへ移動した様子についても記録を残している。途中、コス島に立ち寄り、そこで「地震がもたらした破壊の惨状を目撃した」という。4年間にわたって法律を学んだ後、アガティアスは、学友たちとともに、 Sosthenium　で大天使ミカエルに捧げものをして「将来の繁栄」を祈った。
アガティアスは、554年にコンスタンティノープルへ戻り、訓練期間を終えて、法廷でアドボカタス（「スコラスティコス」）として実務に就いた。エピファニアのヨアンネスは、アガティアスが首都で法務に就いていたことを報告している。エヴァグリオス・スコラスティコスとニケフォロス・カリストス・カントポウロスは、アガティアスのことを修辞家、演説家と表現していた。『スーダ辞典』や、ニキウのヨアンネスの部分では、アガティアス・スコラスティコス（「スコラ学者のアガティアス」の意）として言及されている。アガティアスは、スミュルナの事実上の政務官である pater civitatis（「市の父」の意）も務めた。彼はこの町のために、公衆便所を建設させたという。彼は、自分の書いた記述の中でこの施設に言及していたが、その建設に自分が関わったことは記述しなかった。
ミュリナの町は、アガティアスとその父メムノニオス、アガティアスの名が残されていないきょうだいのひとりを讃えて像を立てたとされる。同時代人の間では、彼はもっぱらアドボカタス（弁護士）、詩人として知られていた。歴史家としてアガティアスに言及した記述はほとんどない。
アガティアスの私生活を伝えるものはほとんど伝わっておらず、残されているのはもっぱら詩である。その中には、ペットの猫がヤマウズラを食べた話などもある。別の記録 (Gr.Anth. 7.220) によれば、アガティアスはヘタイラ（高級娼婦）だったコリントのライスの墓を見るために、コリントスを訪れたらしく、「エフュラ (Εφύρα, Ephyra)」という詩的な雅名でこの都市に言及している。彼の生涯に関するこれ以上の情報は伝わっていない。
後述のように、没年は推定の根拠はあるが、確定的ではない。死没地は、コンスタンティノープルといわれる。

## 著作
アガティアスは文学を好み、詩人として最もよく知られていた。彼の著作『デフニアカ (Δαφνιακά, Daphniaca)』は、「愛と恋」についてのヘクサメトロス（六歩格）形式の短い詩を集めた詩集で、9巻から成っていたが、今に伝わっているのは序文だけである。彼はまた、ユスティヌス2世（在位：565年 – 578年）の治世の初期に、100以上のエピグラム（警句）を編纂し、友人たちが編纂したものと合わせて『新警句全集 (Κύκλος των νέων επιγραμμάτων)』として出版し、これは『アガティアスの全集 (Κύκλος του Αγαθία )』とも称された。その内容の大部分は、『ギリシア詞華集 (Anthologia Graeca)』（別名『パラティン詞華集』）に収録され、特にマクシムス・プラヌデスが編纂した版には、他所では見られないものも含まれている。 アガティアスの詩は、相当の趣きがあり、優雅なものである。
アガティアスは、パウサニアスの『ギリシア案内記 (Ἑλλάδος περιήγησις) への注釈の書き込みもおこなった。
同じくアガティアスの代表作と評価されているのが、ユスティヌス2世の治世から書き起した『ユスティニアヌス帝の治世について (Περί της Ιουστινιανού βασιλείας)』 、通称『歴史』である。彼は執筆の動機に就いて、単に「自分の時代の移ろい行く出来事」を、記録もされないまま流されて失いたくないからだと述べている。執筆に際しては友人たちの激励があったとも述べており、特にエウテュチアノスという人物の名を挙げている。5巻から成った『ユスティニアヌス帝の治世について』 は、プロコピオスの記述を継承する形で、その文体を真似たもので、552年から558年にかけて時期については権威ある主要な資料となっている。そこでおもに扱われているのは、帝国軍がナルセス将軍の下で、ゴート族、ヴァンダル族、フランク族などと戦い続けた記録である。
この著作は現存するが、もともと未完であったと考えられている。その記述からは、アガティアスがユスティヌス2世の治世を後半も扱った上で、フン族の衰退まで言及する構想だったことがうかがえるが、現存するものには、そのいずれも言及がない。保護者メナンドロスは、アガティアスがこの歴史書を完成させる前に死去したことを示唆している。この書物に記録された最後の事件は、ペルシア王ホスロー1世（在位：531年 – 579年） の死である。これは、アガティアスがティベリウス2世コンスタンティヌス（在位：578年 – 582年） の時代まで生きていたことを意味している。皇帝マウリキウス（在位：582年 – 602年） への言及はいっさいないので、アガティアスは582年より前に死去したのであろう。
保護者メナンドロスは、アガティアスの歴史を書き継ぎ、558年から582年にかけての記述を残した。エヴァグリオス・スコラスティコスは、アガティアスに簡単に言及しているが、『歴史』の全篇を見ることはできなかったようである。

## 歴史家としての評価
「彼の記したページには哲学的な考察が豊かに盛り込まれている。たとえその情報の集め方が、プロコピオスのように軍事や政治の高い位における経験に基づくものではなく、目撃証言に依拠したものだとしても、彼は有能で、信頼に値する。彼は喜々として異人たちの風俗、習慣、信仰を描き、また、当時の大きな禍であった地震、疫病、飢饉が彼の関心を引いたが、その上で彼は「都市、城塞、河川や、哲学者、下士官たちについても、数多くの記述を残す」ことを忘れなかった。彼が伝えた事実の多くは、他所では見出せないものであり、彼が、彼が記述した時期についての貴重な権威ある記述だと常々評価されてきた。」—『カトリック百科事典』
『ブリタニカ百科事典第11版』によれば、「この著者は、正直さ、公平さを自負しているが、事実についての判断力や知識には欠けている。しかし、この著作は、扱っている出来事の重要性から、貴重なものとなっている」としている。また、ブリタニカは、エドワード・ギボンが、アガティアスを「詩人にして修辞家」、プロコピオスと「政治家にして兵士」と対照的に評したことを記している。
キリスト教の立場に立つ批評家たちは、アガティアスのキリスト教信仰が表面的なものであることを指摘している。「彼がキリスト教徒だということを疑う理由はいろいろあるが、彼の時代に至ってなお純然たる異教徒だったとは考えにくい。」（『カトリック百科事典』） 「公然たる異教徒であれば、ユスティニアヌスの時代に彼ほどの公職を得ることはなかったであろうが、アガティアスの教養の深さと広さは、キリスト教的なものとは思われない。」（アンソニー・カルデリス (Anthony Kaldellis)）
アガティアスの『歴史』2章31節は、529年にユスティニアヌス1世が、アテナイに再興されていたプラトンの（実際には新プラトン主義の）アカデメイアを閉鎖させたことを伝える、唯一の権威ある典拠となっているが、この一件は古典古代の終焉を告げるものとしてしばしば言及される。四散することになった新プラトン主義者たちは、持ち運び得るだけの蔵書の大部分とともにサーサーン朝ペルシアの首都であったクテシフォンに一時的に逃れ、以降は、思想の自由の歴史において重要な文書のひとつとなった、身の安全を保障する協定の下で、エデッサに移り、同地は、やがて1世紀ほど後になると、イスラム教徒の思想家たちがギリシアの文化に触れ、その科学や医学に関心を寄せる拠点のひとつとなった。
アガティアスの『歴史』は、イスラム教化される以前のイランについての情報源にもなっており、要約すると「フワダーイ・ナーマグの伝統についての最も初期の具体的な証拠」とされており、この伝統は後にフェルドウスィーの『シャー・ナーメ』の基礎となり、タバリーの『諸使徒と諸王の歴史』 のイランに関する記述の大部分もこの伝統に依拠している。

480年に皇帝ゼノンが興じ、あまりにも不運なサイコロの目が出たことから530年ころにアガティアスが記録したタブラの一局面。このゲームは、振るサイコロの数が3個であること以外は、バックギャモンとほぼ同一のものである。

アガティアスは、バックギャモンのルールに関する最も古い記録を残しており、このゲームを、これは現代ギリシャにおいてもバックギャモンの呼称となっているタブラ (τάβλη. tabula) と呼んだが、これは皇帝ゼノンが興じたゲームにおける、不運な展開について述べる中でのことであった。ゼノンは、駒が7つあるポイント1カ所、2つあるポイント3カ所のほか、駒が孤立したブロットのポイント2カ所に駒を展開しており、敵の駒にヒットされ盤上から取り除かれる虞れがあった。ここ局面でゼノが出した3つのサイコロの目は、2と5と6であった。各ポイントに置かれた双方の駒の配置から、ルールに則って3つのサイコロの目をすべて使う動かし方は駒2つが積まれたポイント3カ所すべてからひとつずつ駒を動かしブロットにしてしまうというものであり、そうなったポイントは敵にヒットされる虞れにさらされ、ゼノンにとって状況は壊滅的となった。

## 『歴史』のエディション、翻訳

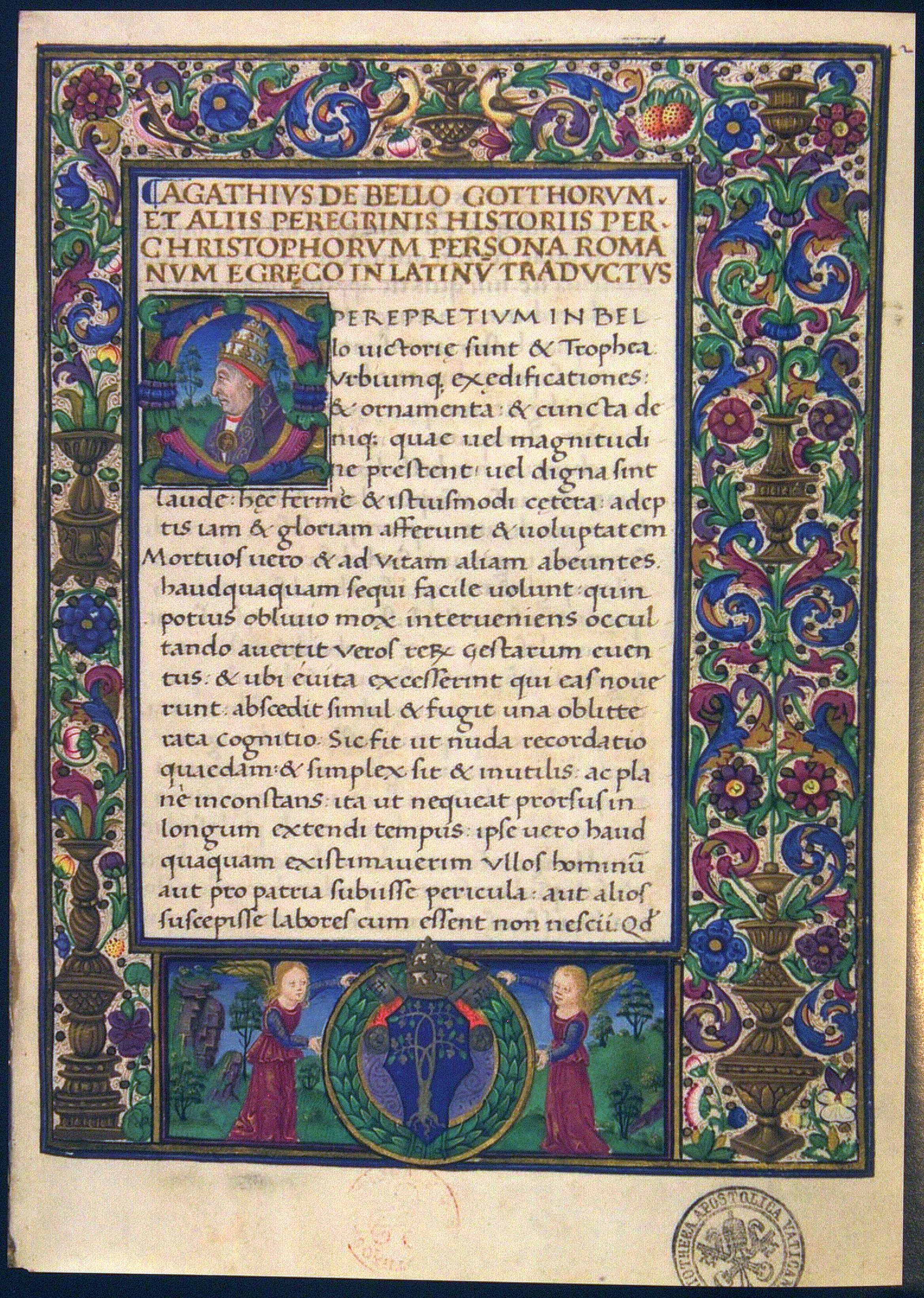
クリストフォロ・ペルソナ (Cristoforo Persona) がラテン語に翻訳し、教皇シクストゥス4世に献呈した『歴史』の冒頭部分。

- Bonaventura Vulcanius (1594) - ボナヴェントゥラ・ヴルカニウス
- Barthold G. Niebuhr, in Corpus Scriptorum Historiae Byzantinae (Bonn, 1828) - バルトホルト・ゲオルク・ニーブール
- Jean P. Migne, in Patrologia Graeca, vol. 88 (Paris, 1860), col. 1248–1608 - ジャック・ポール・ミーニュ：ニーブールのエディションに基づく
- Karl Wilhelm Dindorf, in Historici Graeci Minores, vol. 2 (Leipzig, 1871), pp. 132–453. - カール・ヴィルヘルム・ディンドルフ
- R. Keydell, Agathiae Myrinaei Historiarum libri quinque in Corpus Fontium Historiae Byzantinae, vol. 2, Series Berolinensis, Walter de Gruyter, 1967
- S. Costanza, Agathiae Myrinaei Historiarum libri quinque (Universita degli Studi, Messina, 1969)
- J. D. Frendo, Agathias: The Histories in Corpus Fontium Historiae Byzantinae (English translation with introduction and short notes), vol. 2A, Series Berolinensis, Walter de Gruyter, 1975
- P. Maraval, Agathias, Histoires, Guerres et malheurs du temps sous Justinien (French), Paris, Les Belles Lettres, 2007, ISBN 2-251339-50-7
- A. Alexakis, Ἀγαθίου Σχολαστικοῦ, Ἱστορίαι (in Greek) Athens, Kanakis Editions, 2008, ISBN 978-960-6736-02-5

## 関連文献
- A. Alexakis, "Two verses of Ovid liberally translated by Agathias of Myrina (Metamorphoses 8.877-878 and Historiae 2.3.7)", in Byzantinische Zeitschrift 101.2 (2008), pp. 609–616.
- A. Cameron, 'Agathias on the Sasanians', in Dumbarton Oaks Papers, 23 (1969) pp 67–183.
- A. Cameron, Agathias (Oxford: Clarendon Press, 1970). ISBN 0-19-814352-4.
- A. Kaldellis, 'Things are not what they are: Agathias Mythistoricus and the last laugh of Classical', in Classical Quarterly, 53 (2003) pp 295–300.
- A. Kaldellis, 'The Historical and Religious Views of Agathias: A Reinterpretation', in Byzantion. Revue internationale, 69 (1999) pp 206–252.
- A. Kaldellis, 'Agathias on history and poetry', in Greek, Roman and Byzantine Studies, 38 (1997), pp 295–306
- Martindale, John R.; Jones, A.H.M.; Morris, John (1992), The Prosopography of the Later Roman Empire, Volume III: AD 527–641, Cambridge University Press, ISBN 0-521-20160-8
- W. S. Teuffel, 'Agathias von Myrine', in Philologus (1846)
- C. Krumbacher, Geschichte der byzantinischen Litteratur (2nd ed. 1897)
- この記事にはパブリックドメインである次の百科事典本文を含む: Herbermann, Charles, ed. (1913). “Agathias”. Catholic Encyclopedia (英語). New York: Robert Appleton Company.